# 索马里拟鲈
索马里拟鲈（学名：Parapercis somalenesis），又稱索馬利虎鱚，俗名海狗甘仔、舉目魚、沙鱸，为輻鰭魚綱鱸形目鱷鱚亞目虎鱚科的其中一種。

## 分布
本魚分布于索馬利亞附近海域。该物种的模式产地在索马里。

## 深度
水深50至72公尺。

## 特徵
本魚背鰭第四棘最長，硬棘和軟條間有一淺刻。體側上半部呈棕色，下半部淡色，體側下半部另具有8條棕色橫帶。上下頷呈紅色，鰓蓋上方有一黑斑，背鰭硬棘5枚；背鰭軟條21枚；臀鰭硬棘1枚；臀鰭軟條17枚，體長可達15公分。

## 生態
本魚棲息在沙泥底質的海域，屬肉食性，以底棲無脊椎動物為食。

## 經濟利用
可食用，適合油炸，但多以下雜魚處理。